# 八坂女紅場学園
八坂女紅場学園（やさかにょこうばがくえん）は、京都市東山区祇園町南側に本部を置く学校法人。舞妓・芸妓の教育機関である祇園女子技芸学校（ぎおんじょしぎげいがっこう）を設置する。お茶屋の並ぶ祇園町南側界隈の土地の共同所有者であり、花街運営の中核組織となっている。
法人が「女紅場」（明治期にさかのぼる教育機関の名称）や「学園」と名乗っていることもあり、学校の名が「八坂女紅場学園」と混同されることがある。通称「にょこば」。

## 概要
明治時代に設立された八坂女紅場にルーツが求められ、都をどりで知られる祇園甲部歌舞練場（ぎおんこうぶかぶれんじょう）に付属するように看板があがっている。
祇園女子技芸学校の必須科目は舞（井上流）、鳴物、茶道、三味線。その他、能楽・長唄・一中節・常磐津・清元・地歌・浄瑠璃・小唄・笛・華道・書道・絵画などを学ぶことができる。生徒は祇園の芸・舞妓の全員で、年齢は15歳から80過ぎまでと幅広い。
この法人には評議員として多くの茶屋経営者が関わり、祇園町南側地区の「花街らしい」景観の維持・保全に影響力を持つなど、舞妓・芸妓の教育とあわせて花街運営の中核組織となっている。
なお「女紅場」（にょこうば）は、明治初期に広く用いられた女子教育機関の名称で、「女紅」と呼ばれる女性の手仕事（裁縫・手芸など）を中心として教授したところから来ている。明治5年（1872年）の「芸娼妓解放令」を契機として、女性たちが遊廓を出て「正業」で自立する際に必要な知識や女紅の技術を授ける教育機関として、遊廓に女紅場が設けられるようになった。八坂女紅場は、遊廓に置かれた女紅場の最初のもので、のちに各地の遊廓に「女紅場」が開かれていくことになる。現代では「女紅場」は花街における芸妓の技芸教育機関を指すものと認識されている。

## 沿革

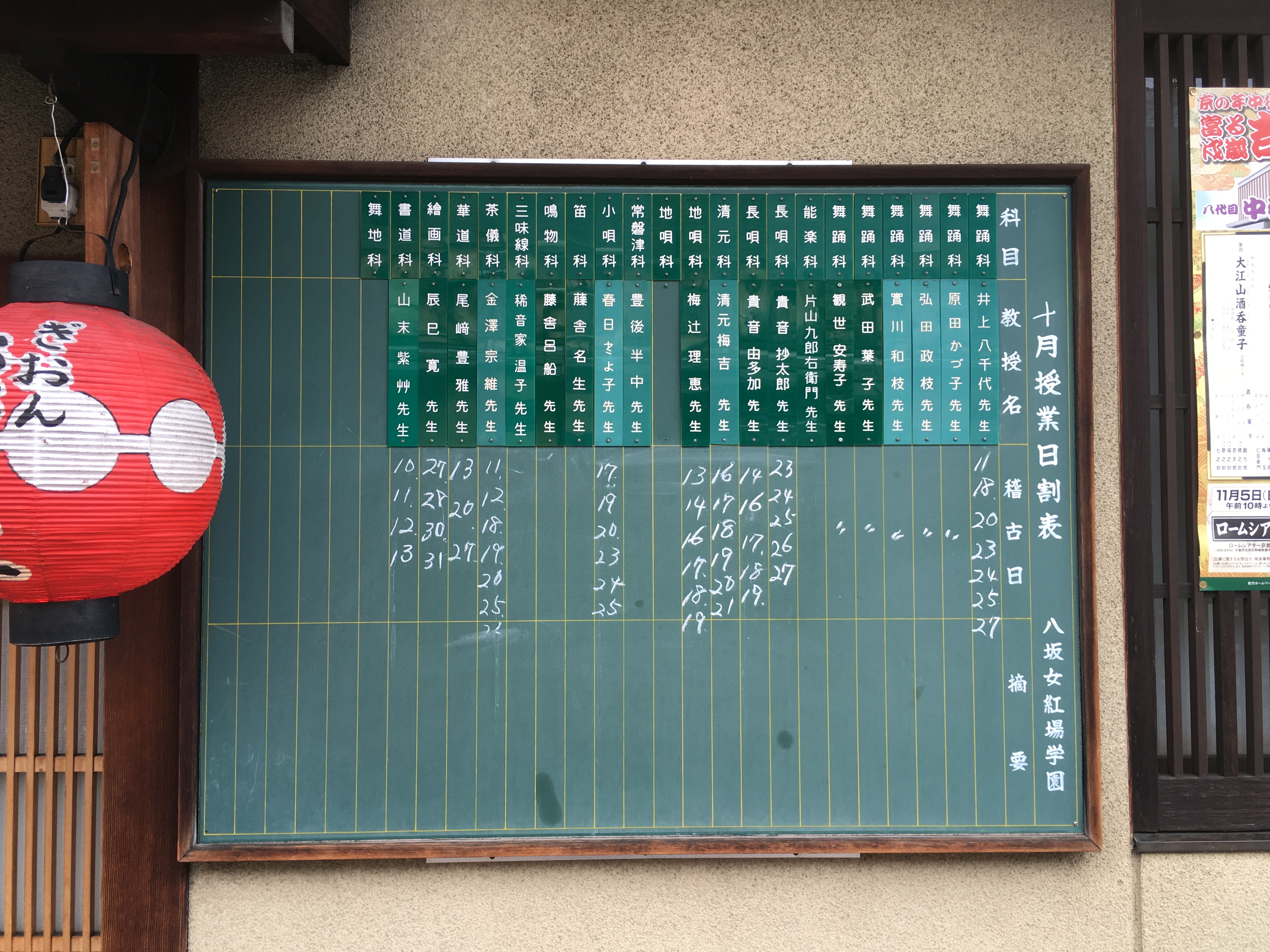
祇園町南側地区にある、祇園女子技芸学校の稽古日を示す黒板（2017年撮影）。「八坂女紅場学園」の文字が見える。

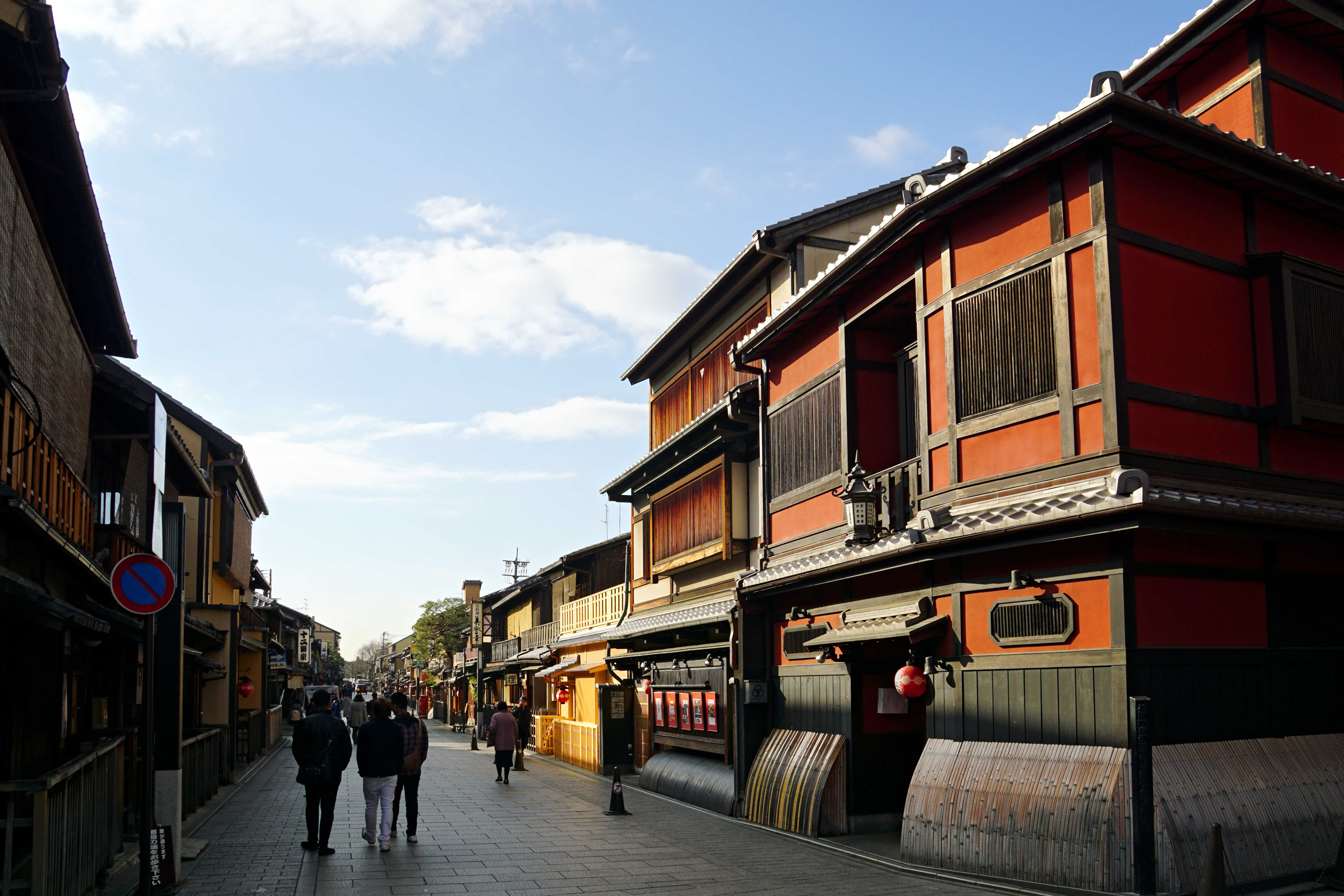
祇園町南側地区・花見小路の景観

明治3年（1870年）10月、京都府は遊廓の直轄管理に乗り出し、「浮業地」の町組ごとに同業者組織として「会社」を組織させた。明治5年（1872年）10月2日の「芸娼妓解放令」によって芸娼妓（芸妓・娼妓）は建前上解放されたが、同月京都府は「遊女芸妓改正ノ儀」を出し、年季奉公から解放されたもののほかに生計の道を持たない芸娼妓や、「商品」を失った遊廓の救済措置として、芸娼妓の自由意思による営業継続を認めた。
「芸娼妓解放令」公布直後の明治5年（1872年）10月、祇園町を含む「下京区第十五区」（区長は一力茶屋主人の杉浦治郎衛門）は、生計の道を持たない芸娼妓たちを「正業」に就かせるための組織を作るとした「婦女職工引立会社取立願書」を京都府に提出、翌11月に京都府はこれを許可した。翌明治6年（1873年）3月11日、「下京区第十五区婦女職工引立会社」が設立された（翌年に「下京区第十五区女紅場」に改称）。芸娼妓に裁縫や刺繍、鹿の子絞りなどの技術を教授するとともに、それらを製品として生産するという、勧業・授産の性格の強い組織であった。婦女職工引立会社は、茶屋経営者を含む区内の有力者が運営に当たり、区内の芸娼妓に入社を義務付けており、教育機関であると同時に花街の運営機関であり、芸娼妓の管理機関でもあった。
職工引立会社（女紅場）が実質的な花街の運営機関となったのは京都の他の花街で設立されたものも同様であったが、下京区第十五区婦女職工引立会社の特徴的な活動としては、土地の獲得・開発が挙げられる。明治5年（1872年）5月の「社地領上知令」により建仁寺は所有地（藪地や塔頭などがあった土地）を京都府に上地していたが、杉浦治郎衛門らはその払い下げを京都府に求めており、明治5年（1872年）12月に芸娼妓への授産のためとして払下げが実現した（下京区第十五区婦女職工引立会社は、養蚕場や製茶場も設置した）。これが現在の祇園町南側地区にあたり、以後祇園甲部歌舞練場の建設や花見小路などの街路整備など、計画的な花街開発が行われることとなった。
1881年（明治14年）9月、祇園町北側の膳所裏地域が独立した際に「美磨女紅場」が設立され、従来からの下京区第十五組女紅場は「八坂女紅場」と改称した。両者はその後再統合ののち再分離という経緯をたどり、現在の祇園甲部と祇園東（旧称は祇園乙部）につながっている。
1898年（明治28年）に民法が施行されると、土地所有権との兼ね合いから、組合は内務省に対して財団法人化を申請した。1902年（明治35年）3月29日に認可された。これにより八坂女紅場は法人格を獲得し、財団法人京都八坂女紅場となった。
1900年（明治33年）の時点で、八坂女紅場は教科は初等普通学、茶道・生花および女礼式、裁縫・手工、歌舞音曲などとされており、授産目的から普通教育・技芸習得のための施設に性格を変えていることがわかる。
1951年、私立学校法が施行された際、財団法人京都八坂女紅場は解散し、学校法人八坂女紅場学園に再編された。